# Distrito de Jaiyl
El distrito de Jaiyl (en kirguís: Жайыл району) es uno de los rayones (distrito) de la provincia de Chuy en Kirguistán. Tiene como capital la ciudad de Kara-Balta.
- Datos: Q878861